# Sistema Bedaux

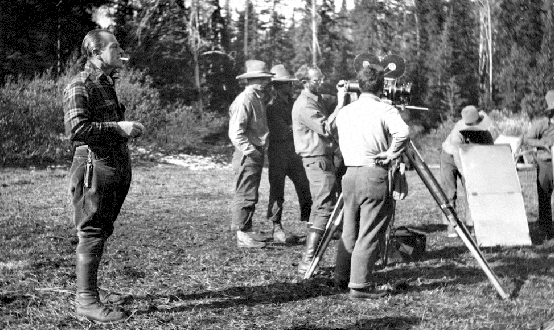
Bedaux, divenuto milionario con il suo sistema, si dedicò ad altre iniziative in settori completamente distinti; qui è ad esempio in Canada con la troupe cinematografica con cui lavorava alla produzione di un film.

Il sistema Bedaux era un sistema di lavoro creato, durante la prima metà del Novecento, per aumentare al massimo la produzione industriale eliminando i tempi morti. Prende il nome da Charles Eugène Bedaux, ingegnere parigino morto negli Stati Uniti d'America, che caratterizzò con questo metodo la disciplina del cottimo.

## Il sistema
Esso consisteva sostanzialmente in una campionatura del lavoro e, precisamente, nel cronometrare il tempo impiegato dall'operaio per ogni singola operazione; in seguito veniva fissata la quantità di lavoro che poteva essere effettuata in quella porzione di tempo e veniva stabilito un tempo standard che determinava la paga base. Il carico di lavoro che poteva essere effettuato in un minuto era detto Punto Bedaux. In un'ora ci si attendeva quindi che l'operaio realizzasse almeno 60 Punti Bedaux, ma se ne avesse ottenuti 80, ciò avrebbe rappresentato un incremento della capacità produttiva del 33,33%, raggiungendo la quantità ottimale (in ottica aziendale) e dando titolo ad un premio.
Al principio degli anni trenta, il sistema fu applicato anche in Italia, durante il fascismo, ed in particolare alla Fiat, iniziando dallo stabilimento del Lingotto di Torino; ciò provocò proteste, aggressioni ai controllori, e a causa di queste arresti della produzione, mentre la stampa antifascista parlò di razionalizzazione da straccioni.
Il sistema era presentato da Bedaux stesso come in grado di consentire alle industrie che lo avessero applicato risparmi sul costo della produzione sino al 35%, con cali del costo per addetto pari al 20% e aumenti delle retribuzioni fra il 15 ed il 20%. L'ingegnere, da molti anni statunitense, nel 1926 aveva aperto a Londra un ufficio della sua società di consulenza, con la quale in realtà si poneva al servizio delle imprese industriali per la corretta applicazione del suo metodo; molte aziende lo avevano applicato, ma anche nel Regno Unito si erano manifestati gravi problemi con le maestranze.
La casa automobilistica inglese Rover, all'inizio degli anni Trenta, decise di convertire la sua produzione passando dalla piccola scala per un prodotto di qualità, alla larga scala di prodotti standardizzati, in pratica una produzione di massa in stile Fordista; volendo per questo testare il sistema Bedaux su un campione di otto donne operaie, al rifiuto di queste le licenziò senza tanti complimenti, provocando uno sciopero delle altre centocinquanta donne operaie. In risposta, la dirigenza provò ad assegnare i compiti sino ad allora svolti dalle donne agli operai maschi, cosicché, minacciati di licenziamento, entrarono in sciopero anche gli uomini. Mentre il sindacato provava a barattare l'introduzione del sistema Bedaux con aumenti salariali e la fine della differenziazione sessista del lavoro, gli scioperanti smentirono che la proposta avesse legittimazione, costringendo la Rover a rivedere i suoi piani e restaurare lo status quo ante, con la differenziazione sessista e senza Bedaux.

## Curiosità
- Charles Bedaux iniziò a sviluppare il suo sistema nei primissimi anni del Novecento grazie alle esperienze condotte insieme ad un ingegnere industriale italiano, A. M. Morrini, il quale era negli Stati Uniti per studiare il Taylorismo; nel 1916 Bedaux aprì il suo primo studio di consulenza a Grand Rapids (Michigan)[5].